# Джарсалия, Теймур Согумович
Теймур Согумович Джарсалия (1890 год, село Лыхны, Сухумский округ, Кутаисская губерния, Российская империя — 1961 год, село Лыхны, Гудаутский район, Абхазская АССР, Грузинская ССР) — звеньевой колхоза имени Молотова Гудаутского района, Абхазская АССР, Грузинская ССР. Герой Социалистического Труда (1948).

## Биография
Родился в 1890 году в крестьянской семье в селе Лыхны Сухумского округа.
С подросткового возраста трудился в личном сельском хозяйстве. Во время коллективизации одним из первых вступил в местный колхоз имени Молотова Гудаутского района. Трудился рядовым колхозником, в последующем возглавлял полеводческое звено.
В 1947 году звено под его руководством собрало в среднем с каждого гектара по 87,58 центнера кукурузы на участке площадью 3 гектара. Указом Президиума Верховного Совета СССР от 21 февраля 1948 года удостоен звания Героя Социалистического Труда за «получение высоких урожаев кукурузы и пшеницы в 1947 году» с вручением ордена Ленина и золотой медали «Серп и Молот» (№ 671).
Этим же Указом званием Героя Социалистического Труда были награждены труженики колхоза имени Молотова Гудаутского района бригадир Калистрат Константинович Сакания, звеньевые Алексей Хабугович Барзания, Самсон Хабугович Барзания, Кязим Османович Бганба и Арзамет Сабаевич Чантурия.
Избирался депутатом Лыхненского сельского Совета народных депутатов, членом Совета старейшин села.
Проживал в родном селе Лыхны Гудаутского района. Скончался в 1961 году.